# Carlos Rafael do Amaral
Carlos Rafael do Amaral (født 28. november 1983) er en brasiliansk fodboldspiller.